# Proaktivní kybernetická obrana
Strategicky se kybernetická obrana týká vojenských operací, které jsou prováděny v kyberprostoru na podporu cílů mise. Kyberobrana se zaměřuje na snímání, detekci, orientaci a zapojení protivníků, aby byla zajištěna úspěšnost mise a aby byl protivník vyšachován ze hry. Posun od kybernetické bezpečnosti k obraně vyžaduje silný důraz na zpravodajství, dohled, průzkum a integraci činností zaměstnanců, včetně operací, komunikace a plánování. Obranné kybernetické operace se vztahují k takovým činnostem na globální síti nebo prostřednictvím ní, které pomáhají chránit elektronické informace a informační infrastruktury institucí jako záležitost zajištění mise. Nezahrnuje obvykle přímý kontakt s protivníkem.

## Typy operací
Rozlišení mezi kybernetickou obranou, aktivní kybernetickou obranou, proaktivní kybernetickou obranou a útočnými kybernetickými operacemi závisí na doktríně, technologiích, tradici a zákonných limitech.
Aktivní kybernetické operace se vztahují k činnostem na globální informační infrastruktuře nebo jejím prostřednictvím za účelem degradace, narušení, ovlivňování, reakce nebo zásahu do schopností, záměrů nebo činností cizí osoby, státu, organizace nebo teroristické skupiny, pokud se týkají mezinárodních záležitostí, obrany nebo zabezpečení. Aktivní kybernetická obrana rozhodně zapojuje protivníka a zahrnuje operační zásah a protiteroristické pronásledování.
Proaktivní kybernetická obrana znamená jednat v předstihu proti útoku zahrnujícímu počítače a sítě. Posláním preventivních proaktivních operací je provádět agresivní zásahy a narušení činnosti protivníka pomocí: psychologických operací, řízeného šíření informací, přesného cílení, operací informační války, vytěžování počítačových sítí a dalších aktivní opatření ke snižování hrozeb. Opatření ke zjišťování nebo získávání informací o kybernetickém útoku nebo o hrozící kybernetické operaci nebo pro určení počátku operace zahrnuje zahájení preventivního opatření nebo kybernetického protiútoku. Proaktivní operace kybernetické obrany preventivně zaměstnávají protivníka.

## Hodnocení a kritika
Zpravodajské agentury jako je NSA, jsou kritizovány za nákup a evidenci slabých míst pro útok nultého dne, jejich udržování v tajnosti a rozvíjení hlavně útočných schopností namísto obranných opatření a kroků pomáhajících zranitelnost odstranit. Tato kritika byla často opakována po květnovém útoku ransomware společnosti WannaCry v květnu 2017.
"Účinná kybernetická obrana v ideálním případě zabraňuje incidentu. Jakýkoli jiný přístup je jednoduše reaktivní. Složky ministerstva obrany a průmyslu USA si uvědomují, že nejlepší [akce] je preventivní a proaktivní přístup." (Sallie McDonald, pomocná komisařka pro Úřad pro zabezpečení informací a ochranu kritické infrastruktury, Federální technologickou službu)

## Česká republika
V Česku je kybernetická bezpečnost civilní záležitostí a zajišťuje ji NÚKIB. Obrannou linii má zajišťovat Vojenské zpravodajství spadající pod Ministerstvo obrany. Obranou se rozumí ochrana životů obyvatel, územní celistvosti, principů demokracie a dalších podstatných aspektů našeho života před vnějším napadením.
Návrh na novelu zákona o vojenském zpravodajství předložila Vláda 16. 3. 2020.
Návrh je předmětem sporů.